# Concert Channel
Concert Channel é um canal de televisão por assinatura lançado em dezembro de 2005 pela DLA. Apresenta somente shows musicais ao vivo.
O canal é disponível em várias plataformas, TV (SD) e (HD), video on-demand e on-line. No Brasil, o canal foi descontinuado em 2015. Sua última operadora a exibir sua programação foi a TVN.